# 座旗三
座旗三是一颗位于北天星座御夫座的恒星。虽然是暗星，可是裸眼依稀可见，视星等为+5.02。恒星的年视差为10.08 ± 0.33 mas 。座旗三距离地球大约324光年（99秒差距），为K型巨星，恒星分类为K5 III。